# Cetatea Laurenburg
 Cetatea Laurenburg  se află în apropiere de Laurenburg în Rheinland-Pfalz.

## Istoric
Cetatea a fost întemeiată prin anul 1090, ea aparținut contelui Dudo-Heinrich von Laurenburg, care este considerat strămoșul comun al casei Nassau, tatăl lui probabil a avut reședința în Lipporn. In secolul XII au mutat urmașii reședința la Nassau, care în viitor va deveni numele familiei nobiliare.
Laurenburg va schimba de mai multe ori proprietarii. Astfel unul dintre ei Peter Melander von Holzappel, care provine din Niederhadamar (Hadamar) va cumpăra în 1643 cetatea, care era în paragină. 
Azi cetatea este un muzeu militar.